# M/T Athenian Venture
M/T Athenian Venture (innan 1983 M/T Karkonosze) ingick i en serie tankfartyg byggda på Oskarshamns varv under 1970-talet.
Detta fartyg fick ett särskilt sorgligt öde då hon den 22 april 1988 exploderade ca 600 sjömil sydost om Nova Scotia i Kanada. Fartyget var vid olyckstillfället på väg från Amsterdam till New York med en last av 10 miljoner gallon (motsv. ca 40 miljoner liter) blyfri bensin. Ombord fanns 29 personer.
Det 170 meter långa fartyget bröts i två delar vid explosionen. Bogsektionen sjönk samma dag medan akterskeppet flöt omkring brinnande i sju veckor innan det slutligen sjönk till Atlantens botten i närheten av Azorerna.
En tvådagars sökaktion efter överlevande genomfördes i regi av amerikanska kustbevakningen och kanadensiska kustbevakningen. Fem flygplan och sju handelsfartyg deltog. Inga överlevande kunde dock hittas. Det har inte gått att få full klarhet i vad som ledde till olyckan men det har talats om bristande underhåll som bidragande orsak.